# James L. Fields
James L. Fields (* vor 1933 in Bryn Mawr, Pennsylvania; † 1977) war ein US-amerikanischer Toningenieur, der vorwiegend in Mexiko lebte und arbeitete.

## Leben
Fields kam in Pennsylvania zur Welt, zog mit seiner Familie jedoch kurz nach Beginn der Schulzeit nach Pasadena, wo er das Pasadena Junior College besuchte. Er verließ die Schule im Jugendalter und widmete sich zunächst der damals modernen Radiotechnik. Im Alter von 19 Jahren begann er als Radiotechniker zu arbeiten und wurde mit dem Beginn des Tonfilms Tontechniker beim Film. Fields arbeitete zunächst bei Pathé in den Culver-City-Studios, die Anfang der 1930er-Jahre an RKO Pictures verkauft wurde. Fields wurde bei RKO als Tontechniker angestellt und ging anschließend zur RCA. Hier war er leitender Toningenieur und erhielt für RCA fünf verschiedene Patente im Bereich Tonaufnahme und Tonausrüstung.
Im Jahr 1945 wurde Fields leitender Tontechniker der neuen Churubusco-Studios in Mexiko-Stadt, die zunächst von RKO und mexikanischen Privatinvestoren finanziert wurden und Anfang der 1960er-Jahre vom mexikanischen Staat gekauft wurden. Fields war an zahlreichen mexikanischen Spielfilmen der 1940er- bis 1970er-Jahre als leitender Toningenieur beteiligt. Seine Filmografie umfasst mehr als 400 Werke, darunter verschiedene Filme von Luis Buñuel (Das junge Mädchen, Der Würgeengel, Simon in der Wüste). Fields verstarb 1977, sein letzter Film wurde 1976 Rubén Galindos Los desarraigados.

## Filmografie (Auswahl)
- 1933: The Silver Cord
- 1942: Goldrausch
- 1943: So This Is Washington
- 1946: Die Andere (La otra)
- 1947: Mexikanische Romanze (La perla)
- 1948: Tarzan in Gefahr (Tarzan and the Mermaids)
- 1950: Rebellen der schwarzen Berge (The Torch)
- 1951: Verbotene Straße (Víctimas del pecado)
- 1951: Susanna – Tochter des Lasters (Susana)
- 1951: Frauen und Toreros (The Brave Bulls)
- 1951: Opfer der Leidenschaft (Sensualidad)
- 1951: Verbrecherische Hände (En la palma de tu mano)
- 1952: In den Klauen des Satans (Cuando levanta la niebla)
- 1953: Der scharlachrote Kapitän (Captain Scarlett)
- 1953: In Rio verschwunden (Aventura en Río)
- 1953: Alle Griffe sind erlaubt (La bestia magnifica (Lucha libre))
- 1953: Das geheimnisvolle Testament (Plunder of the Sun)
- 1956: Um jeden Preis (Comanche)
- 1956: Die Rebellenbraut (La escondida)
- 1956: Der Fluch vom Monte Bravo (The Beast of Hollow Mountain)
- 1958: Der Sarg des Vampiro (El ataúd del Vampiro)
- 1958: Das Grab des Dr. Caligari (Misterios de la magia negra)
- 1959: Der Tote kehrt zurück (Misterios de ultratumba)
- 1959: Das Geheimnis der 14 Geisterreiter (Los diablos del terror)
- 1959: Santa Claus
- 1960: Das junge Mädchen (The Young One)
- 1960: Teufelsgeneral Pancho Villa (Pancho Villa y la Valentina)
- 1960: Pancho Villa – Sieg und Verrat (Cuando ¡Viva Villa..! es la muerte)
- 1962: Der Würgeengel (El ángel exterminador)
- 1965: Simon in der Wüste (Simón del desierto)
- 1966: In 48 Stunden (Rage)
- 1969: Horror-Monster schlagen zu (Las luchadoras vs el robot asesino)
- 1969: Dosierter Mord (The Big Cube)
- 1973: Santo und der blaue Dämon contra Dracula und Werwolf (Santo y Blue Demon vs Drácula y el Hombre Lobo)

## Auszeichnungen
- 1943: Oscar-Nominierung, Bester Ton, für Goldrausch
- 1944: Oscar-Nominierung, Bester Ton, für So This Is Washington